# Messier 36
Messier 36 (também conhecida como M36 ou NGC 1960) é um aglomerado aberto localizado na constelação de Auriga. Foi descoberto por Giovanni Battista Hodierna antes de 1654. M36 está a uma distância de cerca de 4.100 anos luz da Terra e tem aproximadamente 14 anos luz de diâmetro. O aglomerado é muito semelhante ao do aglomerado das Plêiades (M45), e se tivesem na mesma distância da Terra seriam de magnitude semelhantes.

## Descoberta e visualização
É o primeiro de três aglomerados abertos na região sul da constelação de Cocheiro incluídos pelo astrônomo francês Charles Messier em seu catálogo, em 2 de setembro de 1764. Messier 36 e os outros dois aglomerados abertos foram descobertos por Giovanni Battista Hodierna antes de 1654. Mais tarde, em 1749, Guillaume Le Gentil redescobriu independentemente o aglomerado e Messier 38.

## Características

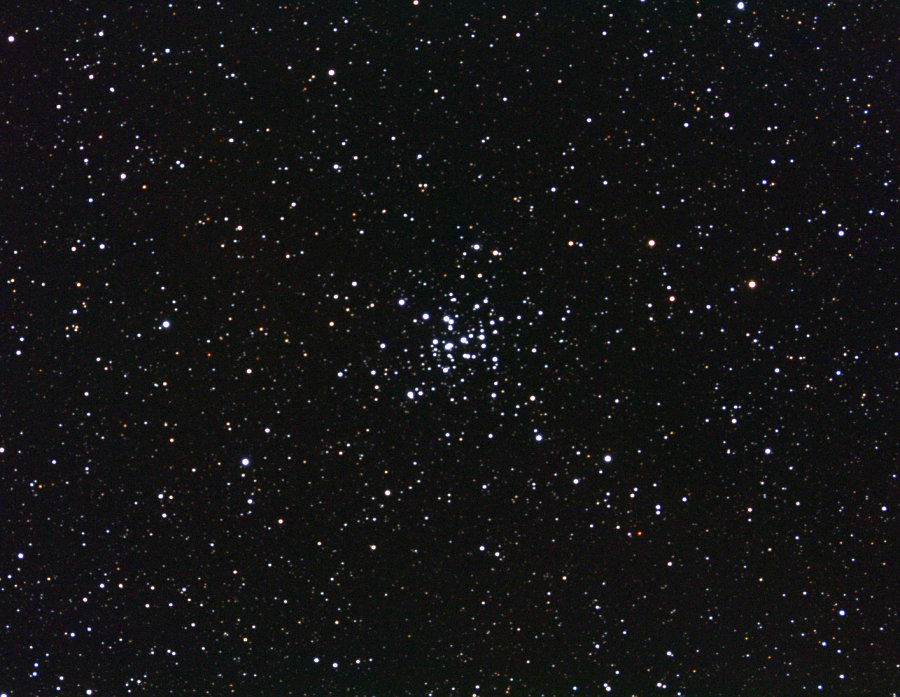
Messier 36, Ole Nielsen

Está a cerca de 4 100 anos-luz em relação à Terra. Seu diâmetro aparente é de 12 minutos de grau, o que corresponde a um diâmetro real de 14 anos-luz, embora Åke Wallenquist tenha medido sua extensão aparente em 19 minutos, o que corresponde a uma extensão real de 20 anos-luz. Contém cerca de 60 estrelas, endo a mais brilhante de magnitude aparente 9, pertencente à classe espectral B2. A luminosidade do aglomerado é cerca de 360 vezes a luminosidade solar. Muitas de suas estrelas estão em rápida rotação, evidenciadas pelo alargamento de suas linhas espectrais, vista também em estrelas do aglomerado das Plêiades.
É jovem, com uma idade estimada em 25 milhões de anos, e todas suas estrelas ainda permanecem na sequência principal, ou seja, não há nenhuma gigante vermelha. Foi classificado , segundo o Sky Catalogue 2000.0, como um aglomerado aberto tipo I,3,m, de acordo com a classificação de aglomerados abertos de Robert Julius Trumpler, onde a classe I refere-se aos aglomerados mais densos e a classe IV aos menos densos; a classe 1 aos aglomerados com pouca diferença de brilho entre seus componentes e a classe 3 aos que tem grande diferença de brilho; e a classe p aos aglomerados pobres em estrelas, m para aglomerados com a quantidade de estrelas dentro da média e r para os ricos em estrelas. Contudo, foi classiifcado como I,3,r por Woldemar Götz.